# Heinz Zemanek
Heinz Zemanek (Viena, 1 de janeiro de 1920 – Viena, 16 de julho de 2014) foi um pioneiro da computação autríaco, que dirigiu o desenvolvimento, de 1954 a 1958, de um dos primeiros computadores completamente transistorizados do continente europeu. O computador foi denominado Mailüfterl.

## Vida
Heinz Zemanek estudou em uma escola secundária em Viena e obteve a matura em 1937. Começou então a estudar na Universidade de Viena. In 1940 foi convocado para a Wehrmacht, onde serviu em uma "unidade de comunicação" e também como professor em uma Escola de Serviços de Inteligência. Retornou à universidade para estudar a tecnologia do radar, obteve o diploma em 1944 com a ajuda do professor da Universidade de Stuttgart Richard Feldtkeller.
Após a Segunda Guerra Mundial Zemanek trabalhou como assistente na universidade e obteve um doutorado em 1951, com uma tese sobre métodos de compartilhamento de tempo em telegrafia multiplex. Em 1952 completou o URR 1 (Universal Relais Rechner 1). Morreu com a idade de 94 anos em 16 de julho de 2014.

## Vienna Lab
O Laboratório Viena da IBM, também conhecido como Vienna Lab, foi fundado em 1961 como um departamento do Laboratório IBM em Böblingen, Alemanha, com o professor Zemanek como seu primeiro diretor. Zemanek permaneceu no Vienna Lab até 1976, quando foi nomeado um IBM Fellow. Zemanek foi fundamental na criação da definição formal da linguagem de programação PL/I.
Durante vários anos Zemanek foi professor da Universidade Técnica de Viena, que dispõe de uma sala de aula nomeada em sua memória. Foi também membro de longa data da International Federation for Information Processing, da qual foi presidente de 1971 a 1974.

## Honrarias e condecorações
- Condecoração Austríaca de Ciência e Arte (2005)[7]
- Ehrenzeichen für Verdienste um das Land Wien
- Medalha Johann Joseph Ritter von Prechtl da Universidade Técnica de Viena
- Medalha Leonardo da Vinci da Society for the History of Technology
- Medalha Wilhelm Exner (1972).[8]
- Medalha Rudolf Kompfner da Faculdade de Engenharia Elétrica e Tecnologia da Informação da Universidade Técnica de Viena (2010)
- Anel de Honra Eduard Rhein da Fundação Eduard Rhein, 1998[9][10]

## Publicações
- Bekanntes & Unbekanntes aus der Kalenderwissenschaft. Munique: Oldenbourg, 1978
- Kalender und Chronologie. Munique: Oldenbourg, 1990
- Weltmacht Computer. Esslingen: Bechtle, 1991
- Das geistige Umfeld der Informationstechnik. Berlim: Springer, 1992
- Unser Kalender. Viena: Wiener Kath. Akad., 1995
- Vom Mailüfterl zum Internet. Viena: Picus-Verlag, 2001
- Anekdoten zur Informatik. Innsbruck: Studien-Verlag, 2001